# Катишев Руслан Васильович
Русла́н Васи́льович Ка́тишев (нар. 18 квітня 1983) — український легкоатлет-паралімпієць, майстер спорту України міжнародного класу. Паралімпійський чемпіон 2012 року у стрибках у довжину, бронзовий призер у потрійному стрибку.
Тотально сліпий спортсмен.
Займається у секції легкої атлетики Одеського обласного центру «Інваспорт».
Багаторазовий чемпіон і призер чемпіонатів України (2006–12). Член збірної команди України з 2001 року.
З 2004 — спортсмен-інструктор з легкої атлетики збірної команди України серед інвалідів.
Випускник Південноукраїнського національного педагогічного університету імені К. Д. Ушинського (2009).

## Відзнаки та нагороди
- Орден «За заслуги» II ст. (4 жовтня 2016) — За досягнення високих спортивних результатів на XV літніх Паралімпійських іграх 2016 року в місті Ріо-де-Жанейро (Федеративна Республіка Бразилія), виявлені мужність, самовідданість та волю до перемоги, утвердження міжнародного авторитету України[2]
- Орден «За заслуги» III ст. (17 вересня 2012) — за досягнення високих спортивних результатів на XIV літніх Паралімпійських іграх у Лондоні, виявлені мужність, самовідданість та волю до перемоги, піднесення міжнародного авторитету України[3]